# Museo de Arte de Worcester
El Museo de Arte de Worcester (inglés: Worcester Art Museum, también conocido por la sigla WAM) es un museo de bellas artes en la ciudad estadounidense de Worcester, inaugurado en 1898. Con una colección compuesta por más de 35 000 obras de distintas culturas y períodos, es el segundo museo más grande de Nueva Inglaterra.

## Historia

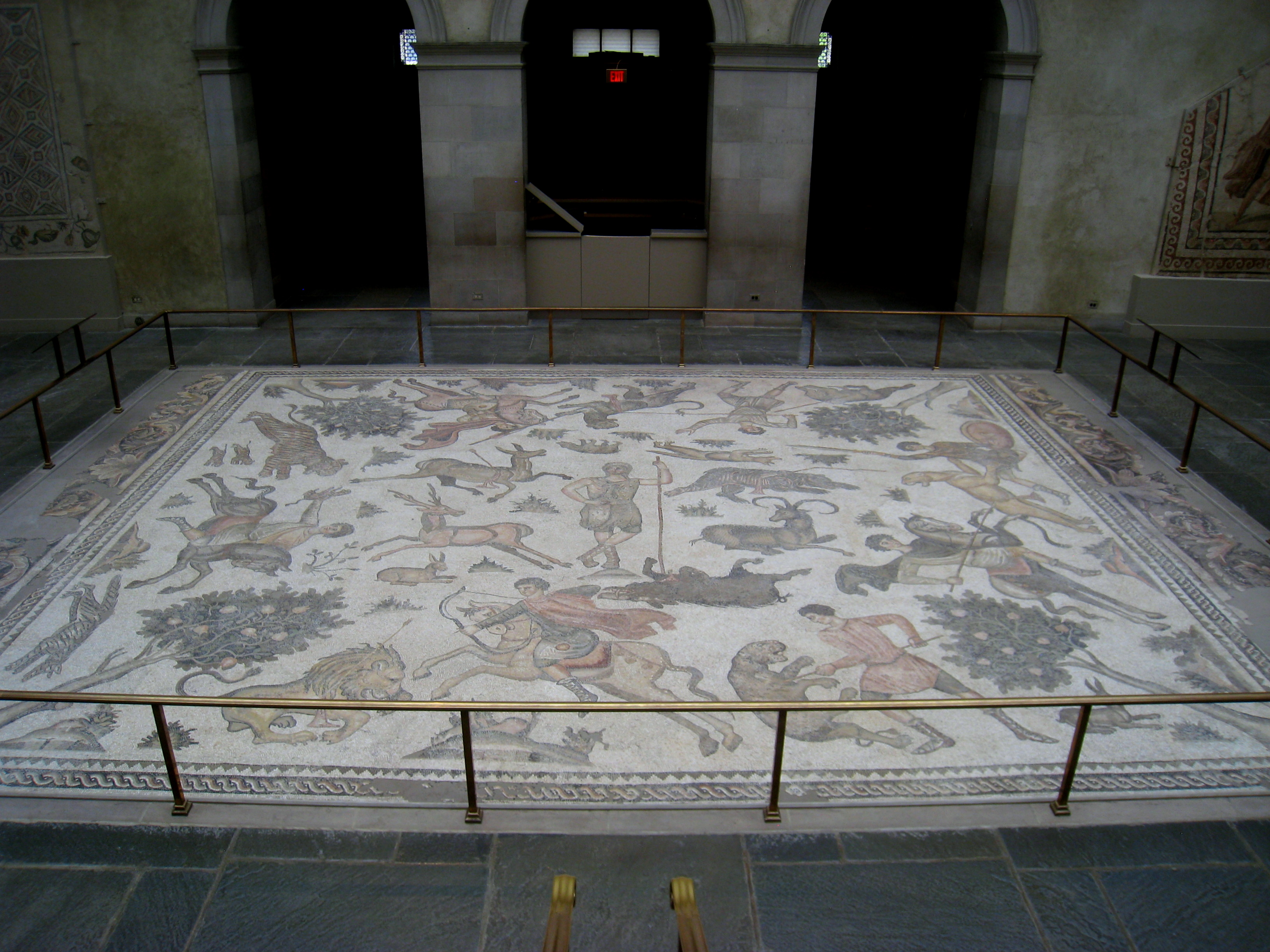
Mosaico de la caza de Worcester de Antioquía en el patio central

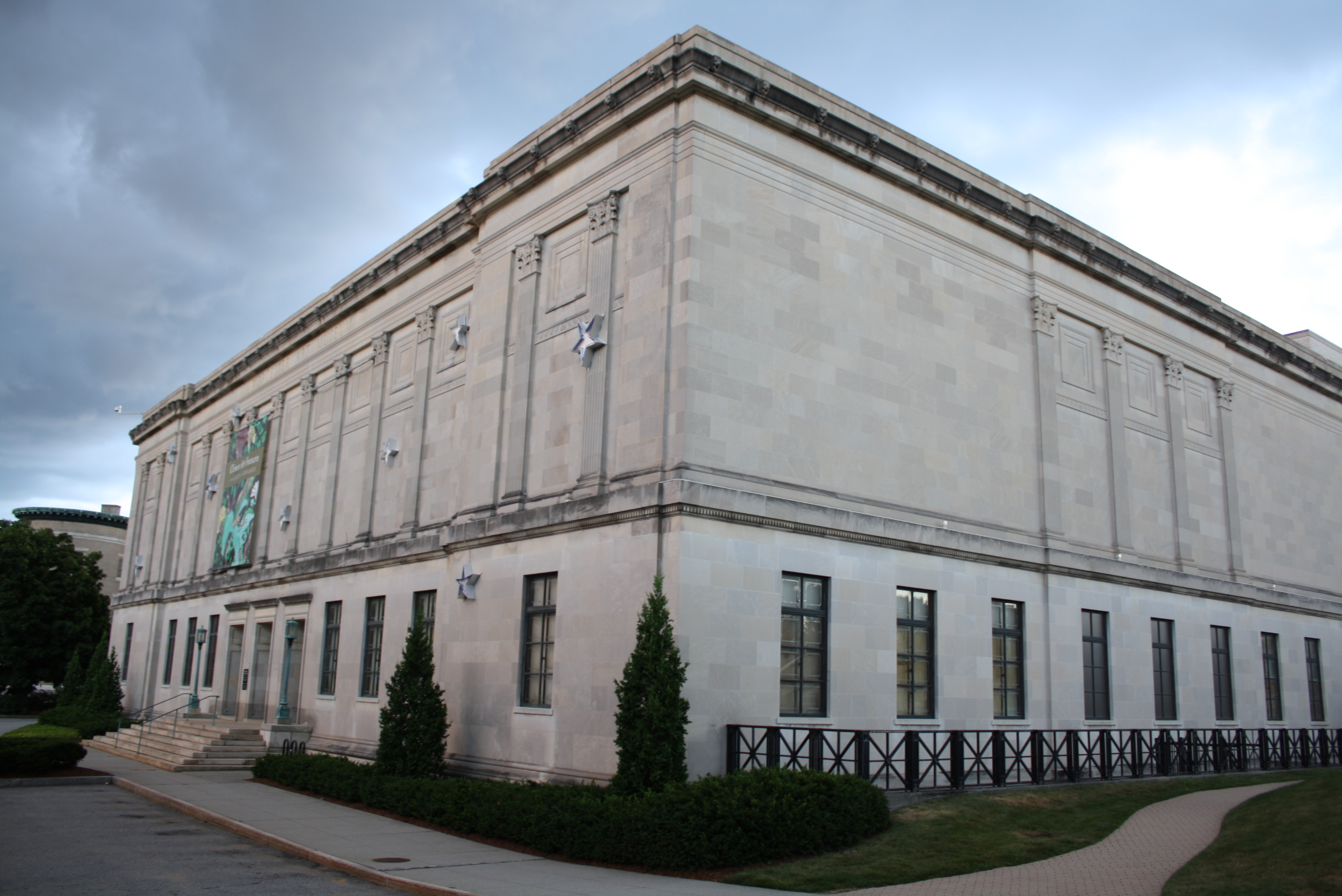
Exterior del edificio

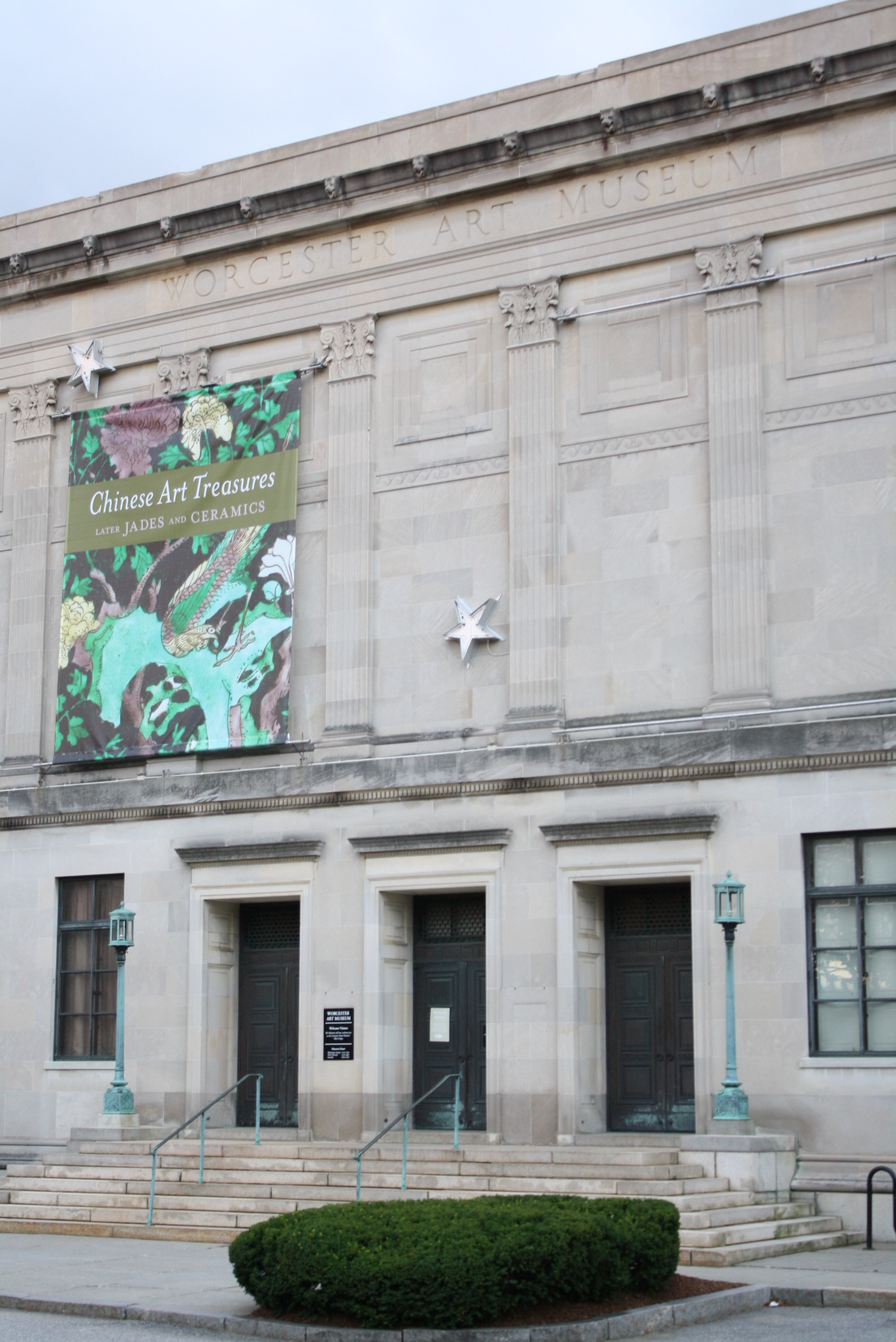
Entrada original del edificio

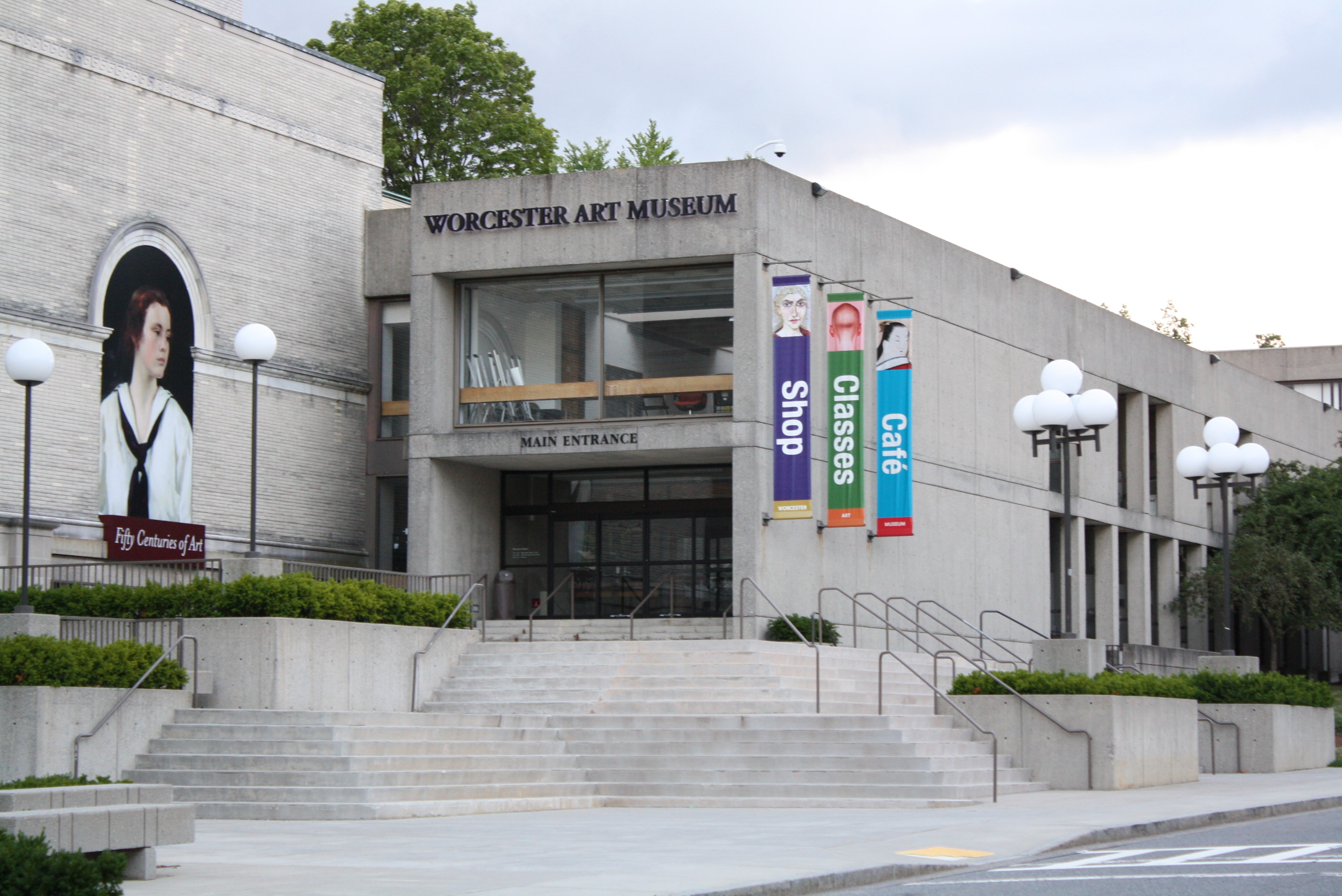
Nueva entrada en la ampliación

En septiembre de 1896, Stephen Salisbury III, hombre perteneciente a una familia tradicional de Worcester, estableció, junto con un grupo de amigos, la Art Museum Corporation. Posteriormente, donó un terreno (ubicado en lo que había sido la granja familiar) y 100 000 dólares para construir un museo. El edificio, diseñado por el arquitecto Stephen C. Earle, fue oficialmente inaugurado en 1898. 
En ese entonces, la colección del museo estaba compuesta mayormente por réplicas de yeso de esculturas renacentistas y clásicas, y albergaba también una selección de más de 3000 grabados en xilografía japoneses, dibujos y libros, legados en 1901 por John Chandler Bancroft. La colección Bancroft abarca toda la historia del grabado en xilografía en Japón, con especial énfasis en obras raras de fines del siglo xvii y del siglo xviii. Salisbury, muerto en 1905, dejó al museo la mayor parte de su fortuna, así como también retratos encargados por miembros de su familia, esculturas, muebles y platería. Entre estos trabajos, que constituyeron el núcleo de las colecciones estadounidenses, se encontraban obras de Gilbert Stuart, Thomas Crawford, Samuel F.B. Morse, Paul Revere, Edward Winslow y Nathanial Hurd.
En 2013, incorporó la colección del Higgins Armory Museum, compuesta por más de 2000 armas y armaduras de distintos períodos.

## Colecciones
Además del patio central renacentista, decorado con mosaicos excavados en Antioquía, y de la sala capitular de un priorato benedictino traída de Francia, el museo cuenta con una muestra permanente de pinturas europeas y estadounidenses, impresiones, fotografías y dibujos, arte oriental, esculturas griegas y romanas y obras de arte contemporáneo.

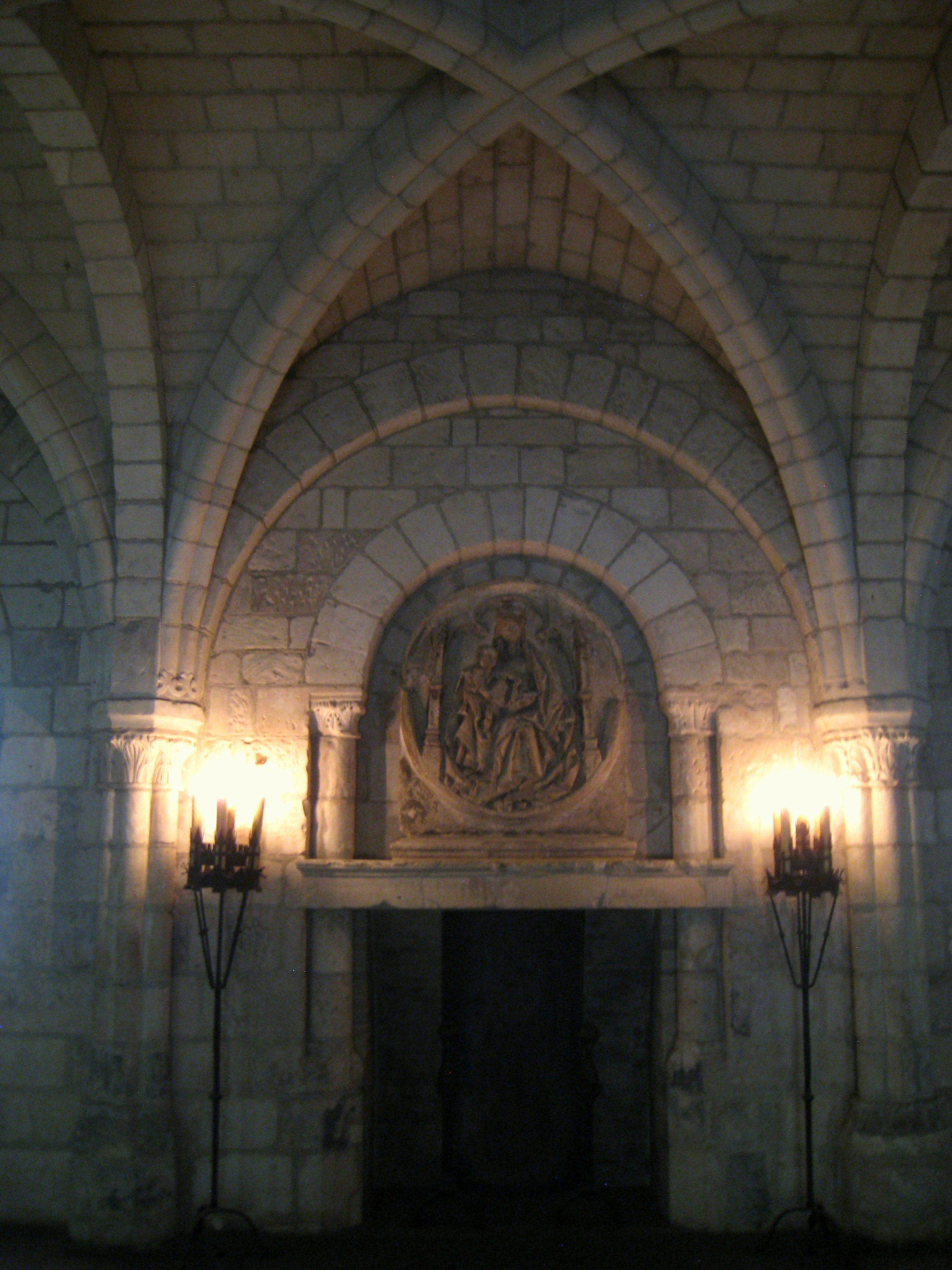
Sala capitular

Entre las pinturas europeas, se encuentran obras del Renacimiento flamenco, un cuadro de El Greco y otro de Rembrandt. Hay también una sala dedicada al impresionismo y al arte del siglo xx, con obras de Monet, Matisse, Renoir, Gauguin y Kandinsky. La colección de pintores estadounidenses incluye obras de Thomas Cole, Winslow Homer, John Singer Sargent, William Morris Hunt y Elizabeth Goodridge, entre otros. En la sala destinada al siglo xx, se exhiben obras de Franz Kline, Jackson Pollock y Joan Mitchell. 
Entre las obras que conforman la colección se encuentran:
- El Greco: María Magdalena penitente (c. 1577)
- Claude Monet: Nenúfares (1908) y El puente de Waterloo (1903)
- Rembrandt: San Bartolomé
- Paul Gauguin: Te Faaturuma (1891)
- Edward Hicks: The Peaceable Kingdom (c. 1833)
- Vincent van Gogh: Portrait of a Man in a Top Hat (1882)
- Pierre-Auguste Renoir: Coco Eating His Soup (1905)
- Paul Cézanne: estudio para Los jugadores de cartas (1890–1892)
- Pablo Picasso: Retrato de Fernande Olivier, 1906
- Piero di Cosimo: El descubrimiento de la miel (1505–1510)
- Taddeo di Bartolo: Christ Meeting Mother on Way to Calvary
- Paolo Veneziano: paneles de las alas de un tríptico
- Pieter Jansz Saenredam: Interior of the Choir of Saint Bavo's Church at Haarlem
- Nam June Paik: Robert Goddard, 1995
- Gonçal Peris Sarrià: San Bartolomé
- John Singleton Copley: Lucretia Chandler, Mrs. John Murray
- Winthrop Chandler: Homestead of General Timothy Ruggles, Hardwick, Massachusetts

En 2012, el museo contaba con un presupuesto de 85 millones de dólares, de los que unos 20 se reservan para adquisiciones, lo que significa que dispone de alrededor de un millón por año para la compra de nuevas obras.